# 鲁园
鲁园（1928年9月8日—2020年2月8日），原名梁鲁园，天津人，中華人民共和國演员、播音员、译制片导演，飞天奖优秀女演员获得者。

## 生平
1950年从南开大学经济学系毕业后，鲁园进入天津人民广播电台担任主播。由于热爱戏剧，她开始播出各种广播剧并担任编导，包括《红旗谱》、《舒拉与卓娅》。1970年代进入天津电视台担任译制片导演。
1998年后，丈夫去世，鲁园停止一切工作。2000年以后，鲁园开始在天津电视台担任儿童节目《故事奶奶》的主持人。
2005年凭借热播剧《守望幸福》中对失智老人的出色表演一举成名，以78岁的年纪获第25届中国电视剧飞天奖优秀女演员，成为该奖项最年长的获奖者，次年在韩国夺得首尔电视节最佳女演员的桂冠，评委会评语“鲁园将一位智力障碍老人的喜怒哀乐表演得惟妙惟肖”。
2020年2月8日晚8:30去世，享年93岁。

## 演出作品
| 年份   | 片名                 | 角色       | 備註   |
| 1981年 | 大虎                 | 于校长     | 电影   |
| 1983年 | 道是无情胜有情       | 将军夫人   | 电影   |
| 1983年 | 流泪的红蜡烛         | 麦收娘     | 电影   |
| 2004年 | 婆婆                 | 太奶奶     | 电视剧 |
| 2004年 | 为你喝彩             | 玉华婆婆   | 电影   |
| 2005年 | 守望幸福             | 母亲       | 电视剧 |
| 2006年 | 麻辣婆媳             | 林美玉     | 电视剧 |
| 2006年 | 女人心事             | 潘良       | 电视剧 |
| 2007年 | 大工匠               | 瞎师母     | 电视剧 |
| 2008年 | 永远是春天           | 母亲       | 电影   |
| 2008年 | 暖春                 | 小花奶奶   | 电视剧 |
| 2008年 | 贞姐                 | 六奶奶     | 电影   |
| 2010年 | 花开的美丽季节       | 顾教授     | 电视剧 |
| 2010年 | 大女当嫁             | 大雁奶奶   | 电视剧 |
| 2011年 | 重返大福村           | 祖奶奶     | 电视剧 |
| 2011年 | 国门英雄             | 母亲       | 电视剧 |
| 2011年 | 颍河岸畔的春天       | 奶奶       | 电影   |
| 2012年 | 鸽哨                 | 耿老太太   | 电影   |
| 2012年 | 影子爱人             | 老年美惠子 | 电影   |
| 2012年 | 都市童话             | 奶奶       | 电影   |
| 2013年 | 承德好人             | 聋哑老人   | 电视剧 |
| 2013年 | 囍事儿一串串之福山恋 | 祖奶奶     | 电视剧 |
| 2013年 | 新京华烟云           | 曾老太太   | 电视剧 |
| 2017年 | 情满四合院           | 聋老太太   | 电视剧 |